# Nogometni klub Valpovka Valpovo
Il Nogometni klub Valpovka Valpovo (in italiano Associazione Calcistica Valpovka Valpovo), meglio noto come Valpovka, è una società calcistica croata con sede nella città di Valpovo.

## Storia
Fondato il 14 giugno 1926 come Športski klub Jovalija dal nome dell'insediamento militare romano su cui sorge Valpovo. Nell'immediato dopo guerra il club cambia denominazione in Naprijed per poi riprendere la denominazione originaria nel 1949. Il 1º dicembre 1969 si passa alla denominazione attuale. Nella stagione 1994-1995 milita in 2.HNL, maggior traguardo nella storia del club. 
Il 19 ottobre 2016 viene disputata con l'Osijek la partita amichevole, terminata con la vittoria degli ospiti per 6-1, per celebrare il novantesimo avversario dalla fondazione del club.

## Palmarès

### Competizioni regionali
- Treća nogometna liga: 2

2019-2020 (girone Est), 2021-2022 (girone Est)

## Strutture

### Stadio
Il 5 settembre 1945 inizia la costruzione del Sportski park Valpovo, costruzione terminata nello stesso anno. Il 22 maggio 1960 viene inaugurato il nuovo campo da gioco con la partecipazione della Trešnjevka e del Vojvodina.